# Torre Oliva
Torre Oliva è una formazione rocciosa delle Alpi Apuane, situata nel Gruppo delle Panie a circa 1.430 metri di altitudine, nel comune di Molazzana, Provincia di Lucca. Costituisce una prominenza secondaria lungo la dorsale orientale che collega l’Omo Morto alla Pania della Croce.

## Geografia
Torre Oliva si erge tra la dorsale dell’Omo Morto e la cresta settentrionale della Pania della Croce, poco sopra la conca di Fociomboli. Il rilievo si distingue per la sua sagoma affilata, simile a una torre, ben visibile da vari sentieri escursionistici dell’area, in particolare dal Sentiero CAI 139.

## Morfologia
La struttura è composta da calcari mesozoici con pareti verticali, in particolare sul versante nord. Il versante meridionale presenta invece pendii erbosi e più dolci. La forma slanciata e compatta della Torre Oliva la rende un riferimento morfologico distintivo lungo la cresta delle Panie.

## Escursionismo
Non esiste un sentiero segnato che conduca direttamente alla vetta, ma è possibile avvicinarsi tramite:
- il Sentiero CAI 139 dalla Foce del Piglionico fino a Fociomboli, transitando sotto la parete nord;[3]
- la cresta che collega Torre Oliva alla Pania della Croce, percorsa da tracce non ufficiali e riservata ad escursionisti esperti.

Un itinerario ad anello di circa 8,5 km, considerato impegnativo, parte dalla Foce del Piglionico, attraversa l’Omo Morto, raggiunge la Pania della Croce e passa per Torre Oliva, offrendo viste panoramiche sulla regione.

## Alpinismo
La parete nord ospita la Via della Roccia, un itinerario alpinistico classico che si sviluppa per circa 150 metri su placche e fessure calcaree. La via presenta difficoltà fino al IV grado UIAA ed è consigliata ad alpinisti con esperienza su roccia non attrezzata.

## Ambiente e panorami
La zona ospita flora endemica apuana e offre rifugi naturali per rapaci e ungulati. Dalla sommità si gode un ampio panorama su:
- Pania della Croce e Pania Secca;
- Omo Morto e la valle del Serchio;
- l’Appennino settentrionale e, in giornate terse, la costa tirrenica.[1]

## Cartografia e profilo altimetrico
Profilo altimetrico: l’itinerario ad anello che attraversa la Torre Oliva parte dalla Foce del Piglionico (1120 m), risale la cresta dell’Omo Morto fino alla Pania della Croce (1858 m), quindi scende fino alla Torre Oliva (1430 m circa) per poi tornare al punto di partenza tramite il Sentiero CAI 139.
Cartografia consigliata:
- Club Alpino Italiano – Carta escursionistica Alpi Apuane Centrale, scala 1:25.000
- Istituto Geografico Militare – Foglio 101, Castelnuovo di Garfagnana
- App consigliate: AllTrails, Komoot, Wikiloc (tracce GPS disponibili)